# 瑞穂市牛牧北部防災コミュニティセンター
瑞穂市牛牧北部防災コミュニティセンター（みずほしうしきほくぶぼうさいコミュニティセンター）とは、岐阜県瑞穂市にある公共施設。
防災センターとも称す。

## 概要
- 1976年の9.12水害、1995年の阪神・淡路大震災を教訓にし、旧本巣郡穂積町によって整備された防災施設である。1997年（平成9年）4月1日に穂積町牛牧北部防災コミュニティセンターとして開館。2003年（平成15年）5月1日に穂積町と巣南町の合併で瑞穂市発足により瑞穂市牛牧北部防災コミュニティセンターとなる。
- 普段はコミュニティセンターとして、瑞穂市内の他のコミュニティセンター（牛牧南部コミュニティセンターつどいの泉、本田コミュニティセンター）と同様、交流活動、生涯学習の場として使用される。他のコミュニティセンターとは異なり、防災施設として特化されている。非常時は対策本部、避難所、防災備蓄、災害情報の発表及び伝達など、災害対策活動の拠点となる。また、普段も地域の防災研修や訓練の場としても使用される[1]。
- 建物は集会室棟（2階建）と倉庫棟（1階建）からなる。倉庫棟には瑞穂市消防団第3分団詰所を併設する。
- 非常時用の設備として、自家発電装置、井戸、耐震性地下貯水槽が設置されている。

## 施設概要
集会室棟
- 事務室・情報連絡室
- なかよしルーム　※非常時は現地対策本部（サブ指令センター）として使用
- 集会室
- 調理室
- 会議室
- 研修室

倉庫棟
- 雨天訓練場　※非常時は防災備蓄倉庫として使用
- 瑞穂市消防団第3分団詰所
- 消防車車庫

## 利用案内
- 利用時間：9：00～21：30
- 休館日：年末年始（12月29日～1月3日）
- 集会室、調理室、会議室、研修室、雨天訓練場の使用は有料（事前予約が必要）

## 交通アクセス

### 公共交通機関
- 樽見鉄道「十九条駅」下車、徒歩約12分
- みずほバス牛牧・穂積線、十九条・古橋線「防災センター」より徒歩すぐ

### 自動車
- 国道21号「下牛牧」交差点より県道171号を北上、約1.2㎞。